# だから僕は故郷で生きていく
『だから僕は故郷で生きていく』（だからぼくはここでいきていく）は、シンガーソングライター古家学のオリジナル・アルバムである。

## 収録曲
1. ハジマリノ風
2. 未来星
3. 砂の城
4. HEY! Phoo-jya!
5. さがしもんの唄
6. 弁慶よさこいODORORAYO! 2012
7. 幸せのピッツァ
8. その一瞬に
9. 明日の笑顔 @大斎原 2012.08.25